# Брагар Євгеній Вадимович
Євгеній Вадимович Брагар (нар. 30 травня 1994, Київ) — український політик, член партії «Слуга народу». Народний депутат України IX скл. від «Слуги народу».
Випускник історичного факультету КНУ ім. Шевченка. Вивчав новітню історію лівих рухів Алжиру. Заступник голови Комітету ВРУ з питань свободи слова, яку очолює Нестор Шуфрич. У січні 2020 року потрапив у скандал із «захистом прав російськомовних» і пропозицією «продавати породистих собак для сплати комунальних платежів».

## Життєпис
Євгеній Брагар народився 30 травня 1994 року в Києві.
Закінчив історичний факультет КНУ ім. Шевченка. Магістр, колишній аспірант КНУ.
Займався вивченням лівих рухів у новітній історії, зокрема у Франції та Алжирі, хоча арабською не володіє.
Володіє російською, англійською, французькою, польською мовами. Засновник, керівник та викладач польської мови у навчальному проєкті «Лінгвіст».
Проходив стажування у парламентському комітеті з питань закордонних справ.
Веде канал на YouTube російською мовою.

## Політика

### Верховна рада IX скликання
На виборах Президента України 2019 — член ОВК № 13 (Вінницька область) від Зеленського.
Кандидат у народні депутати від партії «Слуга народу» на парламентських виборах 2019 року, № 76 у списку. На час виборів був аспірантом КНУ, жив у Києві.
Заступник голови Комітету ВРУ з питань свободи слова, який очолює Нестор Шуфрич.
Керівник групи з міжпарламентських зв'язків з Алжиром, керівник групи з міжпарламентських зв'язків з В'єтнамом.
22 липня 2025 року голосував за законопроєкт 12414, що обмежує Національне антикорупційне бюро України та Спеціалізовану антикорупційну прокуратуру. Цей закон викликав значний резонанс в українському суспільстві.

## Скандали
24 вересня 2019 року в етері телеканалу «Рада» заявив, що Україні не варто фінансувати український кінематограф патріотичного спрямовування, а варто фінансувати лише кінопродукцію, яка може окупитись, тоді ж він заявив, що не вважає Росію ворогом.
27 січня 2020 року українські волонтерки Ярина Чорногуз та Анастасія «Конфедерат» поверталися автобусом з похорону воїна 10-ї окремої гірсько-штурмової бригади Миколи Сорочука, вбитого росіянами на Донбасі. Дівчата вимагали від водія автобуса «Луцьк — Київ» вимкнути російський телесеріал, що переросло у скандал, який набув розголосу в соцмережах та ЗМІ.
29 січня 2020 року Брагар заявив, що звернеться із заявою до ГУ Національної поліції України на волонтерок, оскільки вважає їхні дії «неприйнятними, дискримінуючими».
Звісно, відстоювати право на спілкування державною мовою є важливим у наш час. Проте не менш серйозно необхідно поставитися до методів та шляхів, яким має популяризуватися любов та повага до української мови. Заклики типу: "російська мова не має лунати в Україні" - є неприйнятними, дискримінуючими і такими, які порушують закон, а саме статтю 161 ККУ. Тому я найближчим часом звернуся із заявою до ГУ Нацполіції України. Закон є одним для всіх, в незалежності є ти патріотом, чи ватником.
Представниця партії ЄС Яна Зінкевич засудила дії Брагара й зауважила, що дії водія суперечили низки законів України, зокрема й закону «Про функціонування української мови як державної».
У відповідь Брагар зізнався, що до ухвалення «Про функціонування української мови як державної» ставиться «різко негативно» й пообіцяв розвінчувати скандал далі. На бік Брагара й водія також став депутат від проросійської партії ОПЗЖ Ілля Кива.
1 лютого 2020 року в ефірі телеканалу «112 Україна» запропонував пенсіонерці з с. Аджамка (яка голосувала за «Слугу народу»), продати породисту собаку, аби сплатити за комунальні послуги. Вислів депутата щодо матеріального стану українських пенсіонерів спричинив критику та появу багатьох мемів щодо сплати послуг собаками.
4 липня 2021 року поліція зупинила авто Брагара із непідсвіченим номером, після чого його запідозрили в керуванні у стані наркотичного сп'яніння і запропонували йому пройти медобстеження. Патрульних та їхніх керівників відсторонили від посад на час розслідування. Голови НПУ Ігор Клименко заявив, що бодикамери поліціянтів під час інциденту було вимкнено. Результати експертизи не підтвердили вживання наркотиків.

### Політичні погляди
Вважає закон «Про функціонування української мови як державної» дискримінаційним. У грудні 2020 року разом з іншими 27 депутатами фракції «Слуга народу» подав законопроєкт, який пропонує скасувати штрафи за відмову надавати послуги українською мовою.

## Статті
- Брагар Є. В. Left political organizations and their role at Algerian independence war (1954—1962) // Велес. Громадська Організація «Фундація Економічних Ініціатив» № 6-2 (48), 2017, 5-10.
- Сухобокова, О. О.; Брагар, Є. В. Історичні аспекти розвитку промисловості Французького Алжиру напередодні та під час війни за незалежність // Гілея: науковий вісник, 2017. № 119. 133—137.